# Kronisk træthedssyndrom
 Der er for få eller ingen kildehenvisninger i denne artikel, hvilket er et problem. Du kan hjælpe ved at angive troværdige kilder til de påstande, som fremføres i artiklen.

Myalgisk encephalomyelitis (CFS/ME)/ kronisk træthedssyndrom, også kendt som postviral træthedssyndrom, er en WHO klassificeret (ICD-10: G93.3 Myalgisk encephalomyelitis; ICD-11: 8E49 Postviralt Træthedssyndrom) alvorlig, kronisk og kompleks multisystemisk sygdom, der rammer nerve-, immun- og hormonsystemet. Sygdommen er siden 1969 opført som en neurologisk sygdom i WHO diagnosekoderegister ICD-10 med diagnosekode G93.3 og i ICD-11 med koden 8E49. CFS/ME påvirker metabolismen, hjernen, mave-tarmflora og de såkaldte mitokondrier, dvs. musklernes energiproduktion. Det anslås at sygdommen i ca. 80% af tilfældene udløses af en alvorlig infektion eller virus, deraf tilnavnet postviralt træthedssyndrom.

## Symptomer
Det primære symptom ved ME/CFS er post-exertional malaise (PEM) – en markant forværring af tilstanden og symptomerne efter selv let fysisk, kognitiv eller følelsesmæssig anstrengelse. Forværringen opstår typisk 24–72 timer efter belastningen og kan vare i flere dage, uger eller længere. Derudover oplever patienter en abnorm og vedvarende udmattelse eller energimangel i mindst seks måneder, som ikke bedres af søvn eller hvile.
- hukommelses- og koncentrationsbesvær;
- problemer med at tænke;
- lyd- og lysfølsomhed (sensitivitet overfor sanseindtryk);
- muskelsmerter, nervesmerter, ledsmerter;
- søvnforstyrrelser og uforfriskende søvn;
- hjerterytmeforstyrrelser;
- gener fra mave-tarmsystemet;
- hovedpine;
- svimmelhed.[9]

I flere lande som eksempelvis USA og Tyskland indgår PEM som krav i de diagnostiske kriterier. CFS/ME er grundet PEM en ofte invaliderende sygdom og bedres ikke af fysisk eller mental anstrengelse.

## Behandling i Danmark og udlandet
I Danmark anbefaler Sundhedsstyrelsen gradueret træning (GET) og kognitiv adfærdsterapi (CBT) mod CFS/ME.
Ifølge det engelske sundhedsorgan National Institute for Health and Care Excellence (NICE) og det amerikanske sundhedsorgan Center for Disease Control (CDC) findes der ingen behandling mod CFS/ME, og sygdommen anses som kronisk. I 2021 fjernede NICE og CDC både GET og CBT fra deres retningslinjer, der hidtil har været anbefalet mod CFS/ME, da nyere forskning har vist, at behandlingsformerne er til skade for CFS/ME patienter.
Også i Norge og Sverige frarådes GET og CBT til behandling af CFS/ME patienter, og patienterne anbefales at tilrettelægge deres dagligdag og aktiviteter for at undgå at forværre sygdommen.

## Årsag
Der er endnu ikke fundet en sikker medicinsk årsag til CFS/ME.

## Relaterede tilstande
CFS/ME optræder ofte sammen med andre tilstande såsom postural ortostatisk takykardi-syndrom, fibromyalgi, mastocytose og Ehlers-Danlos syndrom.